# Bibliothek der Hochschule Hannover
Die Bibliothek der Hochschule Hannover ist eine zentrale Einrichtung der Hochschule Hannover. Sie ist eine öffentlich zugängliche, Wissenschaftliche Bibliothek, die primär dem Ziel der Literaturversorgung der Hochschulangehörigen dient. Die Bibliothek ist dem Gemeinsamen Bibliotheksverbund angeschlossen und ist Mitglied des Hannoverschen Online-Bibliothekssystems (HOBSY).

## Bestand
Die verschiedenen Teilbibliotheken verfügen insgesamt über einen Bestand von etwa 280.000 Medieneinheiten. Bis auf einen kleinen Numerus-Currens-Bereich in der Bibliothek im Kurt-Schwitters-Forum ist der Bestand systematisch aufgestellt.

## Teilbibliotheken

### Zentralbibliothek
Das Gebäude der Zentralbibliothek in Linden-Süd wurde 1990 erbaut und 1998 auf eine Fläche von insgesamt 1.700 m² vergrößert. Eine weitere Modernisierung wurde 2009 beendet. Die Bibliothek enthält etwa 100.000 Bücher und 300 laufende Zeitschriften hauptsächlich aus den Fachgebieten Betriebswirtschaftslehre, Elektrotechnik, Informatik und Maschinenbau.

### Teilbibliothek Bioverfahrenstechnik
Die Teilbibliothek Bioverfahrenstechnik befindet sich im hannoverschen Stadtteil Ahlem. Sie ist mit 6000 Medieneinheiten und knapp 30 laufenden Zeitschriften die kleinste Teilbibliothek der Hochschule Hannover und hält Literatur zum Thema Bioverfahrenstechnik vor.

### Teilbibliothek Diakonie, Gesundheit und Soziales
Die Teilbibliothek Diakonie, Gesundheit und Soziales wurde 1971 als Bibliothek der Evangelischen Fachhochschule Hannover gegründet. Mit der Eingliederung der Evangelischen Fachhochschule Hannover in die Hochschule Hannover am 1. September 2007 wurde sie zur Teilbibliothek. Sie ist assoziiertes Mitglied im Verband kirchlich-wissenschaftlicher Bibliotheken. Die 100.000 Medieneinheiten und über 230 laufende Zeitschriften verteilen sich auf die Fachgebiete Sozialwesen, Soziale Arbeit, Religionspädagogik, Diakonie, Heilpädagogik und Pflegewissenschaft. Diese Teilbibliothek befindet sich im Stadtteil Kleefeld.

### Bibliothek im Kurt-Schwitters-Forum
Eine Sonderstellung nimmt die Bibliothek im Kurt-Schwitters-Forum dadurch ein, dass sie eine gemeinsame Einrichtung der Hochschule Hannover und der Hochschule für Musik, Theater und Medien Hannover ist. Sie beherbergt 75.000 Medieneinheiten vorwiegend zu den Fachgebieten Bibliotheks- und Informationswissenschaft, Bildende Kunst, Architektur, Design, Kommunikationswissenschaft, Journalismus/Public Relations, Film und Schauspiel, dazu etwa 250 laufende Zeitschriften. Sie befindet sich am Expo Plaza auf dem ehemals für die Expo 2000 genutzten Gelände.